# W*-dynamisches System
W*-dynamische Systeme werden im mathematischen Teilgebiet der Funktionalanalysis untersucht. Es handelt sich um eine Konstruktion, mit der man aus einer Von-Neumann-Algebra und einer lokalkompakten Gruppe, die in gewisser Weise auf der Von-Neumann-Algebra operiert, eine neue Von-Neumann-Algebra gewinnt.

## Definition
Ein W*-dynamisches System ist ein Tripel {\displaystyle (A,G,\alpha )} bestehend aus einer Von-Neumann-Algebra {\displaystyle A} über einem Hilbertraum {\displaystyle H}, einer lokalkompakten Gruppe {\displaystyle G} und einem Homomorphismus {\displaystyle \alpha :G\rightarrow \mathrm {Aut} (A),s\mapsto \alpha _{s}} von {\displaystyle G} in die Gruppe der *-Automorphismen von {\displaystyle A}, der punktweise stark stetig ist, das heißt, dass alle Abbildungen {\displaystyle G\rightarrow H,s\mapsto \alpha _{s}(a)\xi ,\,a\in A,\xi \in H} normstetig sind.
Man kann die starke Operatortopologie durch die schwache oder ultraschwache Operatortopologie ersetzen und erhält dabei denselben Begriff.

## Konstruktion des Kreuzproduktes
Zu einem W*-dynamischen System {\displaystyle (A,G,\alpha )} konstruieren wir wie folgt eine Von-Neumann-Algebra {\displaystyle A\ltimes _{\alpha }G}. Wir geben hier die in vorgestellte Konstruktion wieder. Als erstes beschreiben wir den Hilbertraum, auf dem die neue Von-Neumann-Algebra operieren soll.
{\displaystyle A} operiere auf dem Hilbertraum {\displaystyle H} und L2(G) sei der Hilbertraum der bzgl. des Haarmaßes quadratintegrablen Funktionen. Das Hilbertraum-Tensorprodukt {\displaystyle H\otimes L^{2}(G)} kann man mit dem Raum {\displaystyle L^{2}(G,H)} der messbaren Funktionen {\displaystyle \xi :G\rightarrow H} mit {\displaystyle \textstyle \int _{G}\|\xi (s)\|^{2}\mathrm {d} s<\infty } identifizieren. Die Abbildung, die einem Elementartensor {\displaystyle \xi _{0}\otimes h} die Funktion {\displaystyle s\mapsto h(s)\xi _{0}} zuordnet, kann zu einem unitären Operator
{\displaystyle H\otimes L^{2}(G)\rightarrow L^{2}(G,H)}
fortgesetzt werden. 
Nun zu den Operatoren der zu definierenden Von-Neumann-Algebra.
Da der Raum {\displaystyle C_{c}(G,H)} der stetigen Funktionen {\displaystyle G\rightarrow H} mit kompaktem Träger dicht in {\displaystyle L^{2}(G,H)} liegt, genügt es, die Wirkung der Operatoren auf {\displaystyle C_{c}(G,H)} anzugeben.
Zu jedem {\displaystyle x\in A} definieren wir den Operator {\displaystyle \pi (x)} auf  {\displaystyle L^{2}(G,H)} durch
{\displaystyle (\pi (x)f)(s):=\alpha _{s^{-1}}(x)f(s),\quad f\in C_{c}(G,H),s\in G}
und für jedes {\displaystyle t\in G} den Operator {\displaystyle \lambda (t)} auf {\displaystyle L^{2}(G,H)} durch
{\displaystyle (\lambda (t)f)(s):=f(t^{-1}s),\quad f\in C_{c}(G,H),s\in G}.
Dann ist {\displaystyle \pi } ist eine Hilbertraum-Darstellung von {\displaystyle A} und {\displaystyle \lambda } eine Gruppendarstellung von {\displaystyle G} auf dem Hilbertraum {\displaystyle L^{2}(G,H)} und es gilt
{\displaystyle \lambda (t)\pi (x)\lambda (t)^{*}:=\pi (\alpha _{t}(x))} für alle {\displaystyle x\in A,t\in G}.
Daher ist die lineare Hülle der Operatoren {\displaystyle \pi (x)\lambda (t)} eine bzgl. der Involution abgeschlossene Teilalgebra von {\displaystyle L(L^{2}(G,H))}, der beschränkten, linearen Operatoren auf  {\displaystyle L^{2}(G,H)}, deren schwacher Abschluss eine Von-Neumann-Algebra ist. Diese heißt die Von-Neumann-Algebra des W*-dynamischen Systems {\displaystyle (A,G,\alpha )} oder das Kreuzprodukt aus {\displaystyle A} und {\displaystyle G} (vermöge {\displaystyle \alpha }) und wird mit {\displaystyle A\ltimes _{\alpha }G} bezeichnet. Alternative Bezeichnungen sind {\displaystyle A\otimes _{\alpha }G}, {\displaystyle A\times _{\alpha }G} oder {\displaystyle W^{*}(A,G,\alpha )}.
Beachtet man die oben angegebene Isomorphie  {\displaystyle H\otimes L^{2}(G)\cong L^{2}(G,H)}, so kann man zeigen, dass {\displaystyle A\ltimes _{\alpha }G} im Tensorprodukt {\displaystyle A{\overline {\otimes }}L(L^{2}(G))} enthalten ist.

## Dualität
Sei {\displaystyle G} eine kommutative, lokalkompakte Gruppe. Dann gibt es dazu die Dualgruppe {\displaystyle {\hat {G}}} der stetigen Gruppenhomomorphismen {\displaystyle G\rightarrow \{z\in \mathbb {C} ;\,|z|=1\}}. Diese ist mit der Topologie der kompakten Konvergenz wieder eine kommutative, lokalkompakte Gruppe. Für einen solchen Gruppenhomomorphismus {\displaystyle \chi \in {\hat {G}}} definieren wir den unitären Operator {\displaystyle v_{\chi }} auf {\displaystyle L^{2}(G)} durch die Formel
{\displaystyle (v_{\chi }f)(s):={\overline {\chi (s)}}f(s),\quad f\in C_{c}(G),s\in G}.
Dann ist {\displaystyle 1_{H}\otimes v_{\chi }} ein unitärer Operator über {\displaystyle H\otimes L^{2}(G)} und man kann zeigen, dass 
{\displaystyle (1\otimes v_{\chi })\,A\ltimes _{\alpha }G\,(1\otimes v_{\chi })^{*}=A\ltimes _{\alpha }G}
gilt, das heißt, dass durch 
{\displaystyle {\hat {\alpha }}_{\chi }(y):=(1\otimes v_{\chi })y(1\otimes v_{\chi })^{*}}
ein Automorphismus auf {\displaystyle A\ltimes _{\alpha }G} definiert wird, der {\displaystyle (A\ltimes _{\alpha }G,{\hat {G}},{\hat {\alpha }})} zu einem W*-dynamischen System macht. 
Man kann also das Kreuzprodukt {\displaystyle (A\ltimes _{\alpha }G)\ltimes _{\hat {\alpha }}{\hat {G}}} bilden und zeigen, dass dieses isomorph zu {\displaystyle A{\overline {\otimes }}L(L^{2}(G))} ist.

## Anwendungen

### Konstruktion von Faktoren
Es sei {\displaystyle T} ein Borel-Raum, der Borel-isomorph zu [0,1] ist, und {\displaystyle \mu } ein σ-endliches Maß auf {\displaystyle T} ohne Atome, das heißt, es ist {\displaystyle \mu (\{t\})=0} für alle {\displaystyle t\in T}. Wir betrachten injektive Gruppenhomomorphismen
{\displaystyle \alpha ':G\rightarrow \mathrm {Iso} (T,\mu )}
einer diskreten Gruppe {\displaystyle G} in die Gruppe der Borel-Isomorphismen auf {\displaystyle (T,\mu )}, so dass folgendes gilt:
- Aus {\displaystyle \mu (N)=0} folgt für alle {\displaystyle g\in G} auch {\displaystyle \mu (\alpha '_{g}(N))=0}.
- {\displaystyle G} operiere frei auf {\displaystyle (T,\mu )}, das heißt {\displaystyle \mu (\{t\in T;\,\alpha '_{g}(t)=t\})=0} für alle vom neutralen Element verschiedenen {\displaystyle g\in G}.
- {\displaystyle G} operiere ergodisch auf {\displaystyle (T,\mu )}, das heißt ist {\displaystyle N\subset T} mit {\displaystyle \mu (\alpha '_{g}(N)\setminus N)=0} für ein vom neutralen Element verschiedenes {\displaystyle g\in G}, so ist {\displaystyle \mu (N)=0} oder {\displaystyle \mu (T\setminus N)=0}.

Aus {\displaystyle \alpha ':G\rightarrow \mathrm {Iso} (T,\mu )} erhält man einen Gruppenhomomorphismus 
{\displaystyle \alpha :G\rightarrow \mathrm {Aut} (L^{\infty }(T,\mu )),\quad (\alpha _{g}(f))(t):=f(\alpha '_{g^{-1}}(t))}
in die Automorphismengruppe der abelschen Von-Neumann-Algebra {\displaystyle L^{\infty }(T,\mu )} und man erhält ein W*-dynamisches System {\displaystyle (L^{\infty }(T,\mu ),G,\alpha )}. Daher kann man das Kreuzprodukt {\displaystyle L^{\infty }(T,\mu )\ltimes _{\alpha }G} bilden. Für dieses gilt:
- Ist {\displaystyle \mu } nun {\displaystyle G}-invariant, das heißt {\displaystyle \mu (\alpha '_{g}(N))=\mu (N)} für alle messbaren Teilmengen {\displaystyle N\subset T}, so ist {\displaystyle L^{\infty }(T,\mu )\ltimes _{\alpha }G} ein Typ II Faktor, und zwar ein Typ II1 Faktor, falls {\displaystyle \mu (T)<\infty }, und anderenfalls ein Typ II∞ Faktor.

- Ist {\displaystyle \mu } nicht {\displaystyle G}-invariant, wohl aber invariant bzgl. einer Untergruppe von {\displaystyle G}, die ebenfalls ergodisch auf {\displaystyle (T,\mu )} operiert, so ist {\displaystyle L^{\infty }(T,\mu )\ltimes _{\alpha }G} ein Typ III Faktor.

Dafür lassen sich folgende konkrete Beispiele angeben:

### Konkrete Beispiele
(i) Sei {\displaystyle T=\mathbb {T} :=\{z\in \mathbb {C} ;\,|z|=1\}=\{e^{2\pi it};t\in [0,1]\}} die Kreislinie mit dem Haarmaß {\displaystyle \mu }. Es sei {\displaystyle G=\mathbb {Q} /\mathbb {Z} } und
{\displaystyle \alpha ':G\rightarrow \mathrm {Iso} (\mathbb {T} ,\mu ),\quad \alpha '_{q+\mathbb {Z} }(e^{2\pi it}):=e^{2\pi i(t+q)}}.
Dies erfüllt die Voraussetzungen obigen Satzes, und es folgt, dass {\displaystyle L^{\infty }(\mathbb {T} ,\mu )\ltimes _{\alpha }\mathbb {Q} /\mathbb {Z} } ein Typ II1-Faktor ist.
(ii) Sei {\displaystyle T=\mathbb {R} } mit dem Lebesguemaß {\displaystyle \lambda }.
{\displaystyle \alpha ':\mathbb {Q} \rightarrow \mathrm {Iso} (\mathbb {R} ,\lambda ),\quad \alpha '_{q}(t):=t+q}.
Dies erfüllt die Voraussetzungen obigen Satzes, und es folgt, dass {\displaystyle L^{\infty }(\mathbb {R} ,\lambda )\ltimes _{\alpha }\mathbb {Q} } ein Typ II∞-Faktor ist.
(iii) Sei {\displaystyle T=\mathbb {R} } mit dem Lebesguemaß {\displaystyle \lambda } und {\displaystyle G} sei die multiplikative Matrizengruppe {\displaystyle G=\{{\begin{pmatrix}a&b\\0&1\end{pmatrix}};\,a,b\in \mathbb {Q} \}}. 
Für {\displaystyle g={\begin{pmatrix}a&b\\0&1\end{pmatrix}}} sei {\displaystyle \alpha '_{g}(t):=at+b}.
Dann erfüllt {\displaystyle \alpha ':G\rightarrow \mathrm {Iso} (\mathbb {R} ,\lambda )} die Voraussetzungen obigen Satzes, und es folgt, dass {\displaystyle L^{\infty }(\mathbb {R} ,\lambda )\ltimes _{\alpha }G} ein Typ III -Faktor ist.

### Die modulare Gruppe
Für σ-endliche Von-Neumann-Algebren {\displaystyle A} liefert die Tomita-Takesaki-Theorie zu jedem treuen, normalen Zustand ein W*-dynamisches System {\displaystyle (A,\mathbb {R} ,\sigma )}. Die Abhängigkeit vom Zustand wird durch einen sogenannten Connes-Kozykel beschrieben, woraus sich ergibt, dass die Kreuzprodukte der W*-dynamischen Systeme zu verschiedenen Zuständen isomorph sind. Man kann daher von dem Kreuzprodukt {\displaystyle A\ltimes _{\sigma }\mathbb {R} } mit der modularen Gruppe sprechen.
Die Dualität {\displaystyle (A\ltimes _{\sigma }\mathbb {R} )\ltimes _{\hat {\sigma }}\mathbb {R} \cong A\otimes L(L^{2}(\mathbb {R} ))} spielt eine wichtige Rolle im Satz von Takesaki über die Struktur der Typ III Von-Neumann-Algebren.